# Hydrostachys multifida
Hydrostachys multifida är en tvåhjärtbladig växtart som beskrevs av Adrien Henri Laurent de Jussieu. Hydrostachys multifida ingår i släktet Hydrostachys och familjen Hydrostachyaceae. Inga underarter finns listade i Catalogue of Life.

## Bildgalleri

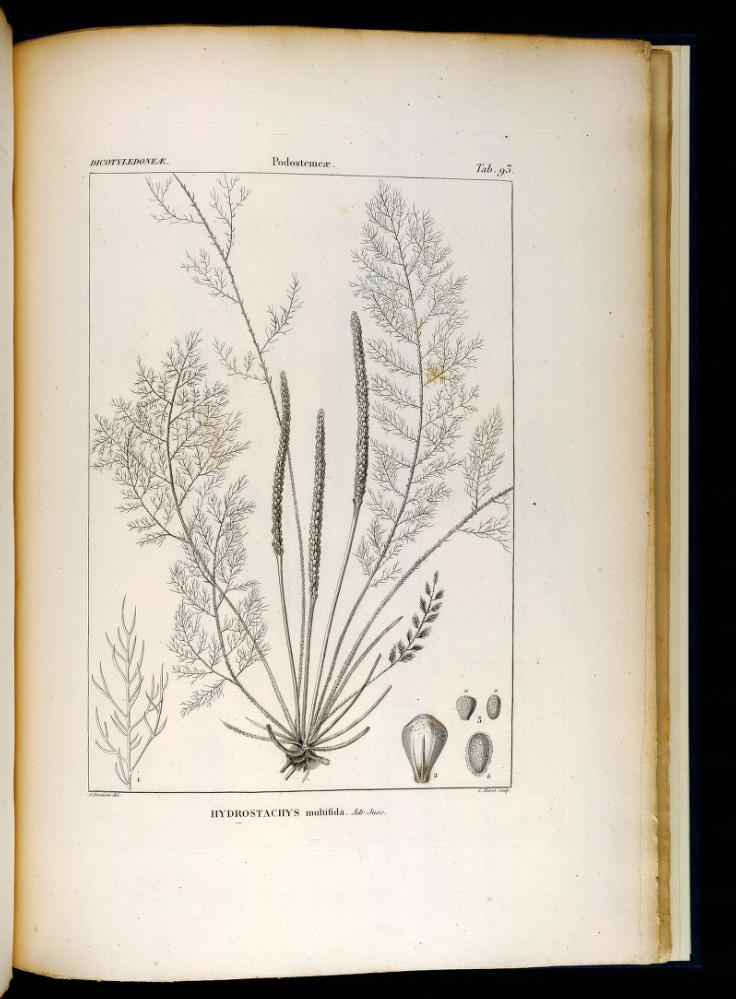